# Beach waterpolo
La beach waterpolo (o "pallanuoto da spiaggia") è uno sport di squadra variante della pallanuoto ideato nel 1995 da Gualtiero Parisio, ingegnere napoletano ed ex pallanuotista del Circolo Canottieri Napoli.
A differenza della pallanuoto, non si gioca in una piscina ma in mare, in un perimetro delimitato da una struttura gonfiabile. È governata da World Aquatics, che la vede come un'opportunità per democratizzare la pallanuoto al di fuori delle piscine e verso un pubblico giovane.

## Regole
Le regole dello sport sono molto simili a quelle della pallanuoto se non per piccole differenze. Le dimensioni del campo da gioco sono ridotte a 15 x 11,50 metri. I set non vengono più disputati a tempo, come nella pallanuoto, ma a punti, come nel tennis (solitamente si vince il set a sei punti). Inoltre anche le porte sono diverse da quelle della pallanuoto, avendo una loro dimensione specifica: 2,50 x 0,80 metri.

## Competizioni internazionali

### Asian Beach Games
La beach waterpolo è stata inserita nel 2008 nel programma degli Asian Beach Games, nell'anno della prima edizione dei giochi. La prima edizione è stata vinta dalla Nazionale di pallanuoto maschile del Kazakistan, che si è imposta sulle altre tre squadre partecipanti.